# Ronald Araújo
Ronald Federico Araújo da Silva (* 7. března 1999 Rivera) je uruguayský profesionální fotbalista, který hraje na pozici středního obránce ve španělském klubu FC Barcelona a v uruguayském národním týmu.

## Klubová kariéra

### Rentistas
Araujo se narodil v Riveře brazilské matce, a připojila se k akademii CA Rentistas v roce 2015 z klubu Huracán de Rivera. Debutoval u A-týmu 24. září 2016 při výhře 1:0 v Segunda División proti Tacuarembó.
Araújo vstřelil svůj první seniorský gól 9. prosince 2016 při domácí remíze 2:2 proti Central Español. Během sezóny 2017 se stal pravidelným členem základní sestavy a 17. června téhož roku zaznamenal hattrick při výhře 3:2 nad Villa Española.

### Boston River
Dne 28. července 2017 Araújo přestoupil k prvoligovému Bostonu River. V týmu debutoval 18. září při domácí výhře 1:0 nad El Tanque Sisleym.

### FC Barcelona
Dne 29. srpna 2018 přestoupil Araújo do katalánského velkoklubu FC Barcelona za poplatek okolo 1,7 milionu euro (plus 3,5 milionu euro v případných bonusech); angažmá začal v týmové rezervě hrající v Segunda División B. V A-týmu debutoval 6. října následujícího roku; když v 73. minutě domácího ligového vítězství 4:0 proti Seville vystřídal Jeana-Claira Todiba; byl však v 86. minutě vyloučen za potyčku s Javierem Hernándezem.
V sezóně 2020/21 se Araújo stal součástí A-týmu a dostal dres s číslem 4, který dříve nosil Ivan Rakitić. 19. prosince 2020 vstřelil svůj první gól v La Lize při domácí remíze 2:2 proti Valencii. 22. dubna 2021 vstřelil svůj druhý gól v Barceloně při vítězství 5:2 proti Getafe.

## Reprezentační kariéra
Araújo byl poprvé povolán do uruguayské reprezentace 5. října 2020, na dva kvalifikační zápasy na Mistrovství světa ve fotbale 2022 proti Chile a Ekvádoru. Debutoval o osm dní později, při prohře 2:4 proti Ekvádoru.

## Statistiky

### Klubové
K 8. květnu 2021
| Klub         | Sezóna  | Liga             | Liga   | Liga | Pohár  | Pohár | Kontinentální poháry | Kontinentální poháry | Ostatní | Ostatní | Celkem | Celkem |
| Klub         | Sezóna  | Liga             | Zápasy | Góly | Zápasy | Góly  | Zápasy               | Góly                 | Zápasy  | Góly    | Zápasy | Góly   |
| ------------ | ------- | ---------------- | ------ | ---- | ------ | ----- | -------------------- | -------------------- | ------- | ------- | ------ | ------ |
| Rentistas    | 2016    | Segunda División | 3      | 1    | –      | –     | –                    | –                    | –       | –       | 3      | 1      |
| Rentistas    | 2017    | Segunda División | 14     | 6    | –      | –     | –                    | –                    | –       | –       | 14     | 6      |
| Rentistas    | Celkem  | Celkem           | 17     | 7    | –      | –     | –                    | –                    | –       | –       | 17     | 7      |
| Boston River | 2017    | Primera División | 9      | 0    | –      | –     | –                    | –                    | –       | –       | 9      | 0      |
| Boston River | 2018    | Primera División | 18     | 0    | –      | –     | 4                    | 0                    | –       | –       | 22     | 0      |
| Boston River | Celkem  | Celkem           | 27     | 0    | –      | –     | 4                    | 0                    | –       | –       | 31     | 0      |
| Barcelona    | 2019/20 | La Liga          | 6      | 0    | 0      | 0     | 0                    | 0                    | 0       | 0       | 6      | 0      |
| Barcelona    | 2020/21 | La Liga          | 21     | 2    | 4      | 0     | 4                    | 0                    | 2       | 0       | 31     | 2      |
| Barcelona    | Celkem  | Celkem           | 27     | 2    | 4      | 0     | 4                    | 0                    | 2       | 0       | 37     | 2      |
| Celkem       | Celkem  | Celkem           | 71     | 9    | 4      | 0     | 8                    | 0                    | 2       | 0       | 85     | 9      |

### Reprezentační
K 13. říjnu 2020
| Uruguay | Uruguay | Uruguay |
| Rok     | Zápasy  | Góly    |
| ------- | ------- | ------- |
| 2020    | 1       | 0       |
| Celkem  | 1       | 0       |

## Ocenění

### Klubové

#### FC Barcelona
- Copa del Rey: 2020/21